# 楊昭 (播州)
楊昭（？—？），字子明，是第六任播州土司，其活躍年代位於北宋初年。
楊昭是第五代土司楊實的長子。他繼承土司之位後不久，弟弟楊先、楊曦都發動叛亂。楊先占據白錦堡以東的遵義軍，號下州；楊曦占據白錦堡以南的近邑，號揚州。楊昭無法制服他們。不久，楊曦自稱南衙將軍，舉兵攻打楊先，且勾結羅閩之兵作外援。謝巡檢之子謝都統發大兵進行討伐，設伏兵於高遙山，待其回歸之時發起突襲。羅閩之兵大敗，投水而死的有數千人，楊曦逃往羅閩。自此楊曦勢力覆滅，而楊先勢力依然存在，與播州並稱上下楊。
楊昭無子，以楊貴遷為繼子，後來楊貴遷繼承土司之位。